# Rennes-en-Grenouilles
Rennes-en-Grenouilles är en kommun i departementet Mayenne i regionen Pays de la Loire i nordvästra Frankrike. Kommunen ligger i kantonen Lassay-les-Châteaux som tillhör arrondissementet Mayenne. År 2022 hade Rennes-en-Grenouilles 111 invånare.

## Befolkningsutveckling
Antalet invånare i kommunen Rennes-en-Grenouilles
| Referens: INSEE |